# Ähnlichkeitstheorie
Ähnlichkeitstheorie oder Ähnlichkeitsphysik ist ein Fachbegriff der Physik und bezeichnet eine Theorie, bei der mit Hilfe dimensionsloser Kennzahlen ein physikalischer Vorgang (Original) auf einen Modellvorgang (Modell) zurückgeführt wird. Diese Theorie wird vielfach sowohl bei theoretischen Betrachtungen als auch bei Experimenten angewandt. Klassische Anwendungsgebiete sind die Strömungslehre und die Wärmeübertragung.
Ein bekanntes Beispiel aus der Ähnlichkeitstheorie ist das Reynolds'sche Ähnlichkeitsgesetz, welches 1883 von Osborne Reynolds aufgestellt wurde und besagt, dass Strömungen in einem Original und in einem Modell unter bestimmten Bedingungen ähnlich verlaufen. Diese als Zahl formulierbaren, in beiden Prozessen gleichermaßen erforderlichen Bedingungen, wird als Reynolds-Zahl (Re) bezeichnet.

## Geschichte
Schon Aristoteles hat das Verhalten von geometrisch ähnlichen Holzstäben gegen Biegung betrachtet. Galileo Galilei untersuchte die Bruchfestigkeit geometrisch ähnlicher Zylinder und spekulierte über die mögliche Größe von Tieren. Isaac Newton verwendete den Begriff der mechanischen Ähnlichkeit bei der Bewegung von Körpern in Flüssigkeiten, aber erst J. Bertrand hat 1847 das Prinzip der mechanischen Ähnlichkeit in voller Strenge und Allgemeinheit ausgesprochen.

## Einführung
Die Ähnlichkeitstheorie beschäftigt sich damit, aus einem bekannten und zugänglichen (Modell)-System Rückschlüsse auf ein geplantes und experimentell unzugängliches (Real)-System zu bilden, das z. B. größer oder kleiner, schneller oder langsamer oder sich in anderen Dimensionen nur quantitativ vom bekannten System unterscheidet. Dabei müssen gegebenenfalls weitere Randbedingungen eingehalten werden, damit Rückschlüsse möglich sind.
Angewendet wird die Theorie z. B. in folgenden Fällen:
- Wenn die Aerodynamik eines neuen Flugzeug-Typs im Windkanal untersucht und optimiert werden soll, jedoch kein Windkanal zur Verfügung steht, der groß genug ist, das Flugzeug in Originalgröße aufzunehmen. Man experimentiert stattdessen mit einem kleineren Modell. Die Ähnlichkeitstheorie beschäftigt sich damit, worauf geachtet werden muss, damit es möglich ist, die Messergebnisse aus dem Modell-Versuch, auf das geplante Flugzeug und dessen Größe zu übertragen. Sowie mit welchen Faktoren die am Modell ermittelten Messgrößen umgerechnet werden müssen.
- Wenn ein größeres Flugzeug konstruiert werden soll, aber schon Mess- und Erfahrungswerte von einem kleineren Flugzeugmodell zur Verfügung stehen. Ausgehend von den bekannten Leistungs-Daten des bestehenden Flugzeugtyps ermöglicht die Ähnlichkeitstheorie einen Entwurf für ein größeres Flugzeug hochzurechnen.
- Wenn eine Baureihe von Motoren entwickelt werden soll, mit einer Abstufung unterschiedlicher Leistungsdaten. Die Ähnlichkeitstheorie ermöglicht es, einen Grundentwurf zu machen, bei dem dann bestimmte Parameter systematisch variiert werden, um die verschiedenen Leistungen zu erreichen. Man spart dadurch den Aufwand, für die verschiedenen Leistungsstufen jedes Mal den kompletten Konstruktions-Prozess zu durchlaufen.

## Heutige Bedeutung
Da heutzutage sehr leistungsfähige Computer zur Verfügung stehen, können viele auch sehr komplexe Zusammenhänge direkt berechnet werden. Die Ähnlichkeit-Theorie hat damit etwas an Bedeutung verloren.
Vor ca. 50 Jahren, als solche Berechnungen in diesem Umfang noch nicht möglich waren, stellte die Ähnlichkeitstheorie vielfach die einzige Möglichkeit dar, z. B. ein Verkehrsflugzeug zu entwickeln. Dies geschah, indem an einem Modell empirische Daten ermittelt und diese dann mit Hilfe der Ähnlichkeitstheorie auf das Zielsystem hochgerechnet wurden.
Auch heute hat die Ähnlichkeitstheorie noch Bedeutung, um ohne aufwändige Berechnungen Tendenzen und Grenzen abschätzen zu können oder ein Gefühl für Dimensionen und Quantitäten zu entwickeln.
Auch bei der Äquivalenten Geschwindigkeit in der Fliegerei war die Ähnlichkeitstheorie ein wichtiger Bestandteil.

## Verfahren
Bleiben alle dimensionslosen Kennzahlen, die ein physikalisches System beschreiben, zwischen Original und Modell gleich, so ist sichergestellt, dass die beiden Systeme bei den ablaufenden Vorgängen physikalisch ähnlich sind. Ergebnisse aus dem Modell können dann ohne Einschränkung auf das Original übertragen werden. Aus der Gleichheit der dimensionslosen Kennzahlen ergeben sich Anforderungen an das Modell, zu denen stets auch die geometrische Ähnlichkeit zwischen Original und Modell gehört.
Schwierigkeiten treten zunächst bei der Auswahl geeigneter Kennzahlen auf. Zusätzlich können häufig nicht alle dimensionslosen Kennzahlen konstant gehalten werden. In diesem Fall ist die Übertragbarkeit der Ergebnisse eingeschränkt. Dennoch kann die Ähnlichkeitstheorie ein wichtiges Hilfsmittel zur Vereinfachung von Experimenten und der Herleitung physikalischer Zusammenhänge sein.

## Anwendungsbeispiel
Für einen Actionfilm soll eine Szene gedreht werden, in der ein Zug entgleist und von einer Brücke stürzt.
Wegen des begrenzten Budgets soll die Szene mit Hilfe einer Modelleisenbahn der Nenngröße H0 im Maßstab 1:87 nachgestellt werden.
Würde die Szene einfach nur mit entsprechend hohem Abbildungsmaßstab aufgenommen (Makroaufnahme), so würde man  die reale Größe des Modellvorbildes (des Zuges) vortäuschen. Der Zug würde aber unrealistisch schnell von der Brücke fallen, weil die Schwerebeschleunigung nicht wie das  Modell verkleinert, sondern konstant ist. Die Szene muss also auch in Zeitlupe gedreht werden, um den realen Vorgang vorzutäuschen.
Wie stark die Zeitlupe sein muss, lässt sich mit Hilfe der Ähnlichkeitstheorie finden.
Die physikalische Formel, die für die Fallgesetze gilt, lautet:
{\displaystyle s={\frac {1}{2}}gt^{2}}
Wobei, wie allgemein üblich, s für Strecken, also räumliche Ausdehnung steht, und t für die Zeit und g für die Schwerebeschleunigung.
Setzen wir nun diese Formel für Realität und Modell miteinander in Beziehung.
Der Index r soll dabei für Realität stehen, der Index m für das Modell. Dann ergibt sich:
{\displaystyle {\frac {s_{r}}{s_{m}}}={\frac {{\frac {1}{2}}gt_{r}^{2}}{{\frac {1}{2}}gt_{m}^{2}}}={\frac {t_{r}^{2}}{t_{m}^{2}}}={\frac {87}{1}}}
entsprechend dem Maßstab von 1:87.
Eine Umformung ergibt:
{\displaystyle t_{m}^{2}={\frac {t_{r}^{2}}{87}}}
bzw.
{\displaystyle t_{m}={\frac {t_{r}}{\sqrt {87}}}={\frac {t_{r}}{9,3}}}
Eine Sekunde im Modell entspricht also 9,3 Sekunden in der Realität.
Ein realistischer Eindruck von der Fallgeschwindigkeit des Zuges wird vermittelt, wenn die Szene mit  9- bis 10-facher Zeitlupe aufgenommen wird.
Bei diesem Anwendungsbeispiel handelt es sich um einen Bewegungsvorgang unter überwiegendem Einfluss von Schwerkräften und kann auch mit dem kürzer formulierten FROUDEschen Modellgesetz behandelt werden.  Dieses lautet
{\displaystyle \tau ={\sqrt {\lambda }}}
τ ist das Zeitverhältnis (hier 1:9,3), und λ ist das Längenverhältnis (hier 1:87, in beiden Verhältnissen ist die Modell-Größe auf die reale Größe bezogen). Die Modelleisenbahn ist 87 mal kleiner als ihr Vorbild. Die Zeit für das Herunterfallen ist aber nur 9,3 mal kleiner als beim Vorbild. Damit das Modell im Film gleiche Fallzeit wie das Vorbild hat, braucht diese nur 9,3-fach und nicht 87-fach gedehnt  werden. Der Film kann mit einer nicht übermäßig großen Zeitlupe (etwa 10-fach) aufgenommen werden.
Bei dieser Modellierung haben wir vorausgesetzt, dass es nur auf die Fallgeschwindigkeit ankommt, und z. B. Einflüsse durch die Luftreibung beim Fallen vernachlässigt werden können. Für dieses Beispiel eine zulässige Annahme. Bei einem anderen Szenario, z. B. einem Fallschirmsprung dagegen, würde die Luftreibung eine zentrale Rolle spielen. Deshalb müssten dann weitere Zusammenhänge berücksichtigt werden.
Die Modellierung mit Hilfe der Ähnlichkeitstheorie ist also kein Verfahren, das nach einem festen Schema abgearbeitet werden kann, sondern erfordert ein grundlegendes Verständnis der Abläufe und ihrer physikalischen Modellierung.

## Schwierigkeiten und Grenzen
Die Ähnlichkeitstheorie ist kein Verfahren, das nach Schema F angewendet werden kann. Die Modellierung hängt stark von der Fragestellung ab und erfordert Wissen und Erfahrung bei der Beurteilung, welche Größen vernachlässigt werden können und welche modelliert werden müssen. Im Einzelnen können z. B. folgende Probleme auftauchen:
- Bei entsprechender Komplexität kann die Einhaltung von Bedingungen nötig werden, die miteinander in Konflikt stehen.
- Die Ähnlichkeitsregeln können Materialeigenschaften vorgeben, zu denen es schwierig oder unmöglich ist, reale Materialien zu finden, die diese Eigenschaften aufweisen.

Beispiele: Wenn Strömungen nach froudescher Ähnlichkeit skaliert werden (bspw. das Modell eines fahrenden Schiffes), dann müsste idealerweise bei einer Verkleinerung gleichzeitig die Viskosität des strömenden Mediums verringert werden, um dieselbe Reynolds-Zahl und damit Verhältnisse wie im Naturmaßstab zu erlangen. Dies kann z. B. bei Schiffsmodellen kaum erreicht werden. Um einen Versuch im Maßstab 1:25 durchzuführen, müsste eine Flüssigkeit gewählt werden, die gegenüber Wasser eine um den Faktor 125 reduzierte Viskosität aufweist. Dies ist nicht möglich.
Bei einem Versuch im Windkanal ist Luft das Strömungsmedium. Um trotz Verkleinerung dieselbe Reynolds-Zahl wie in der Natur zu erreichen, kann entweder die Luftgeschwindigkeit erhöht oder die Viskosität verringert werden. Das letztere ist technisch schwierig und wird darum selten durchgeführt.
- Es kann schwierig sein verschiedene Phänomene gegeneinander abzugrenzen.
Z. B. eine Strömung wird zum einen von der Form eines Objektes beeinflusst, zum anderen aber auch von Eigenschaften der Oberfläche, wie Rauhigkeit und Adhäsionskräften.

Man muss deshalb sicherstellen können, dass der Einfluss des einen Faktors zu vernachlässigen ist, gegenüber dem Einfluss des anderen Faktors; und dies sowohl für das Modell, als auch für das zu modellierende System. Andernfalls könnte man am Modell zwar eine bestimmte Wirbelbildung beobachten, man müsste aber ermitteln können, welche Anteile der beobachteten Wirbel auf die Formgebung zurückzuführen sind und welcher Anteil auf die Oberflächen-Eigenschaften, um die passenden Formeln aufstellen zu können, mit denen die Messergebnisse auf das Zielobjekt hochgerechnet werden können.

## Analogien
In der Physik gibt es ganz unterschiedliche Phänomene, die mit denselben mathematischen Mitteln beschrieben werden können, z. B.
- elektrischer Strom-Fluss ⇔ magnetischer Fluss ⇔ Wärmeleitung ⇔ Diffusion.
- elektrische Spannung ⇔ magnetische Erregung
- elektrische Feld-Theorie (z. B. Antennen) ⇔ Strömungsmechanik (z. B. Spritzguss).
- Feder-Masse-System ⇔ Spule-Kondensator-System.

Man spricht in diesem Fall von Analogien.
So, wie in der Philosophie, kann man auch in der Physik die physikalische Ähnlichkeit als einen Spezialfall der physikalischen Analogie ansehen.